# گراواتال
گراواتال (به پرتغالی: Gravatal) یک منطقهٔ مسکونی در برزیل است که در سانتا کاتارینا واقع شده‌است. گراواتال ۱۱٬۵۷۷ نفر جمعیت دارد.